# Carrot Top
Pour les articles homonymes, voir Scott Thompson (homonymie).
Carrot Top, de son vrai nom Scott Thompson, est un humoriste américain né le 25 février 1965.
En 1994, il reçoit un American Comedy Award comme Best Male Sit-Down Comedian.
Il est aussi connu pour son visage particulier dû à de nombreuses opérations de chirurgie esthétique.